# Campanula sclerotricha
Campanula sclerotricha là loài thực vật có hoa trong họ Hoa chuông. Loài này được Boiss. mô tả khoa học đầu tiên năm 1849.